# Ventilatore a soffitto

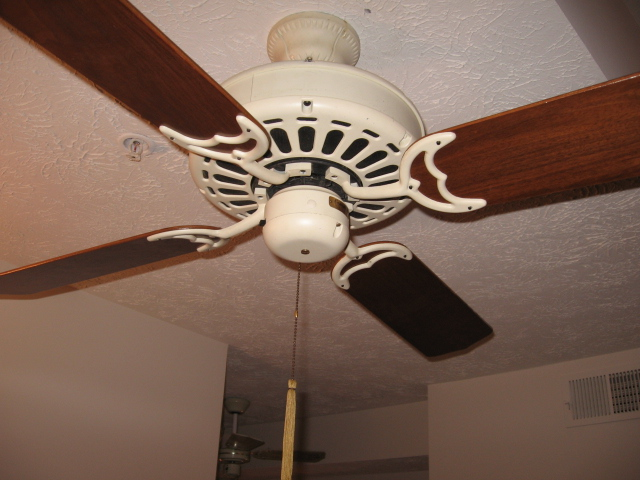
Ventilatore a soffitto dei primi anni ottanta (marca Casablanca Fan Co.)

Il ventilatore a soffitto è un dispositivo elettrico fissato al soffitto, avente lo scopo di indurre una circolazione dell'aria verso il basso o verso l'alto, a seconda del verso di rotazione imposto alle pale. 
La sua funzione è quella di garantire un miglior comfort ambientale nelle varie stagioni.
Tale scopo, in presenza di alte temperature ambientali del periodo estivo, viene ottenuto grazie all'effetto rinfrescante sull'epidermide umano dovuto alla ventilazione verso il basso. 
In inverno, invece, la sua utilità si realizza in maniera differente: il movimento d'aria contrasta gli indesiderati fenomeni di stratificazione dell'aria più calda nella parte alta della stanza, permettendo una più uniforme e razionale distribuzione del calore. Quest'ultimo effetto può anche essere usato in abbinamento a dispositivi ad aria condizionata, in modo da migliorare l'effetto di rimescolamento dell'aria già indotto dai condizionatori.
Il ventilatore utilizza, di solito, pale rotanti azionate da un motore elettrico alimentato dalla rete elettrica. Le pale, realizzate in vari materiali (come legno, lamiere, leghe metalliche o materiali plastici, sia trasparenti sia colorati) possono essere sempre a vista, a scomparsa o nascoste da un involucro protettivo o da un carter.
Il ventilatore da soffitto può avere diverse velocità di funzionamento, può essere costruito in m e può essere comandato e regolato con un interruttore/comando a catenella o a parete, oppure a distanza mediante un classico telecomando oppure tramite connessione Internet o Bluetooth. In corrispondenza del gruppo rotante possono essere installate anche una o più fonti di luce, in modo che il ventilatore possa funzionare anche come lampadario. 

## Utilizzo

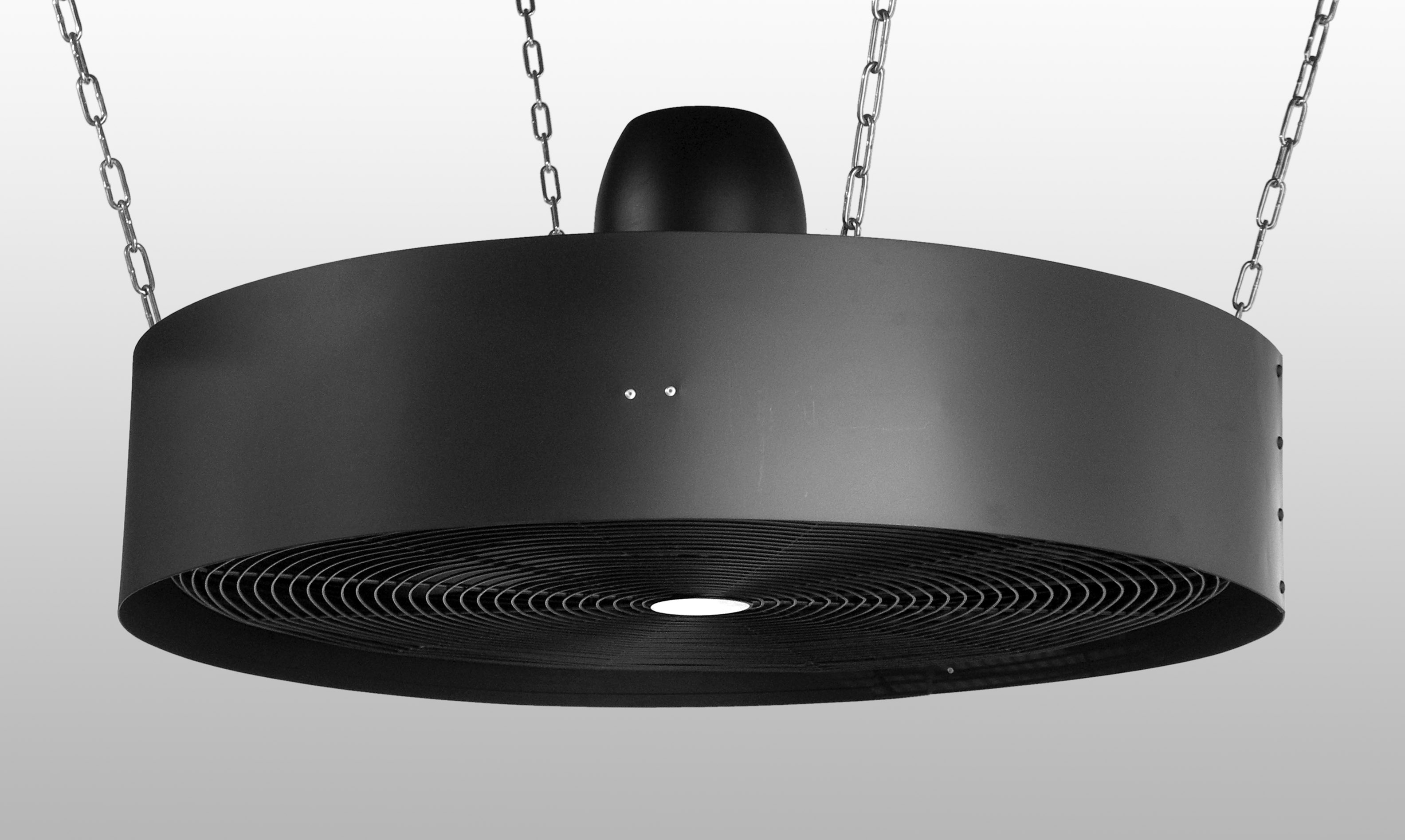
Un modello in cui le pale sono protette da un carter

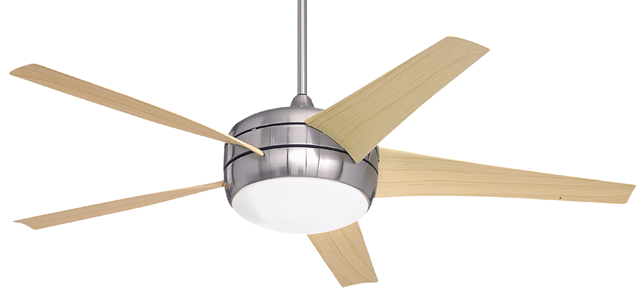
Ventilatore dotato di punto luce

Il ventilatore da soffitto è utile in varie stagioni dell'anno per migliorare il comfort ambientale. Il suo utilizzo permette inoltre un risparmio energetico sia in inverno, migliorando l'efficienza del riscaldamento domestico, sia in estate, sostituendo i sistemi di raffrescamento o rendendoli più efficienti.

### Estate
Il miglioramento del comfort ambientale prodotto da un ventilatore da soffitto in presenza di alte temperature estive non è legato al rinfrescamento dell'aria, ma al potenziamento dell'effetto refrigerante indotto naturalmente sull'organismo dall'evaporazione dell'umidità dell'epidermide quando quest'ultima viene investita da una corrente d'aria. 
Per questo motivo, in estate il movimento dell'aria del ventilatore deve essere rivolto verso il basso, in modo che il flusso investa più direttamente le persone. Questi apparecchi, come tutti i ventilatori, rinfrescano solamente le persone e non l'aria (cioè non diminuiscono la temperatura dell'ambiente), pertanto in estate non ha nessuna utilità, ed anzi costituisce uno spreco di energia, lasciarli accesi in assenza di persone.

### Inverno
In inverno, il riscaldamento induce una disomogenea distribuzione dell'energia termica presente in ciascun ambiente, a causa della naturale tendenza dell'aria calda a stratificarsi in alto per moti convettivi. Ne consegue che una parte consistente dell'energia termica prodotta dall'impianto può accumularsi nelle parti più vicine al soffitto, dove non può essere percepita dagli occupanti e viene sprecata. Soprattutto in case scarsamente ventilate, vi possono essere forti disomogeneità anche in altre direzioni, con parti della stanza più calde e altre più fredde. 
L'attivazione di un ventilatore a soffitto permette di forzare la circolazione dell'aria, e di conseguenza del calore, fra gli strati (o le zone) a diversa temperatura, aumentando la densità di energia termica nelle parti basse della stanza o in quelle più fredde, distribuendo l'energia termica in maniera più uniforme e migliorando così l'efficienza del riscaldamento. Dirigendo il flusso verso l'alto l'aria più fredda viene forzata a salire, sostituendo o mescolandosi a quella più calda, che è sospinta in altre parti; dirigendo il flusso verso il basso, è invece l'aria calda a salire. 
Questo utilizzo invernale dei ventilatori a soffitto, a differenza di quello estivo, manifesta il suo effetto utile anche in assenza di persone; quando vi sono persone nella stanza è consigliabile dirigere il movimento verso l'alto, in modo da evitare un flusso diretto sulle persone, che produrrebbe, quale effetto collaterale, un rinfrescamento dell'epidermide, cioè un effetto analogo a quello ricercato in estate, indesiderato nella stagione fredda. Quest'ultimo accorgimento può essere trascurato nel caso di ambienti particolari, come locali dal soffitto molto alto o trombe delle scale, nei quali il flusso verso il basso giunge così affievolito da non procurare fastidio.

## Destratificatore d'aria
Il destratificatore d'aria consente di garantire il riscaldamento in spazi molto grandi evitando dispersioni termiche prodotte da altre fonti di riscaldamento.

## Ventilatore a soffitto senza pale
Progettato recentemente, il ventilatore a soffitto senza pale diffonde l’aria in tutte le direzioni a 360 gradi rispetto ad un classico ventilatore a soffitto.

## Galleria d'immagini

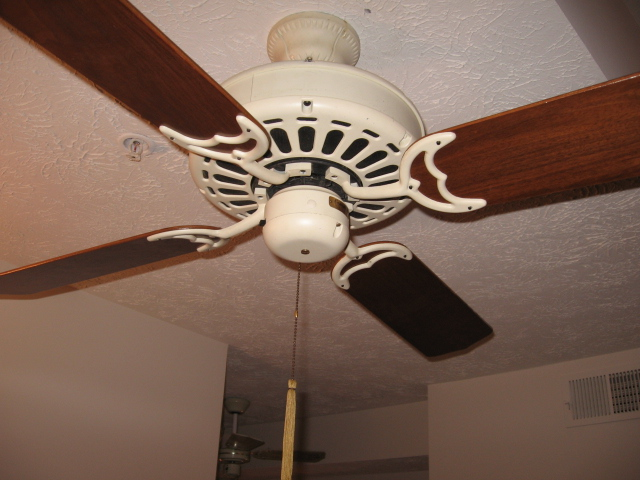
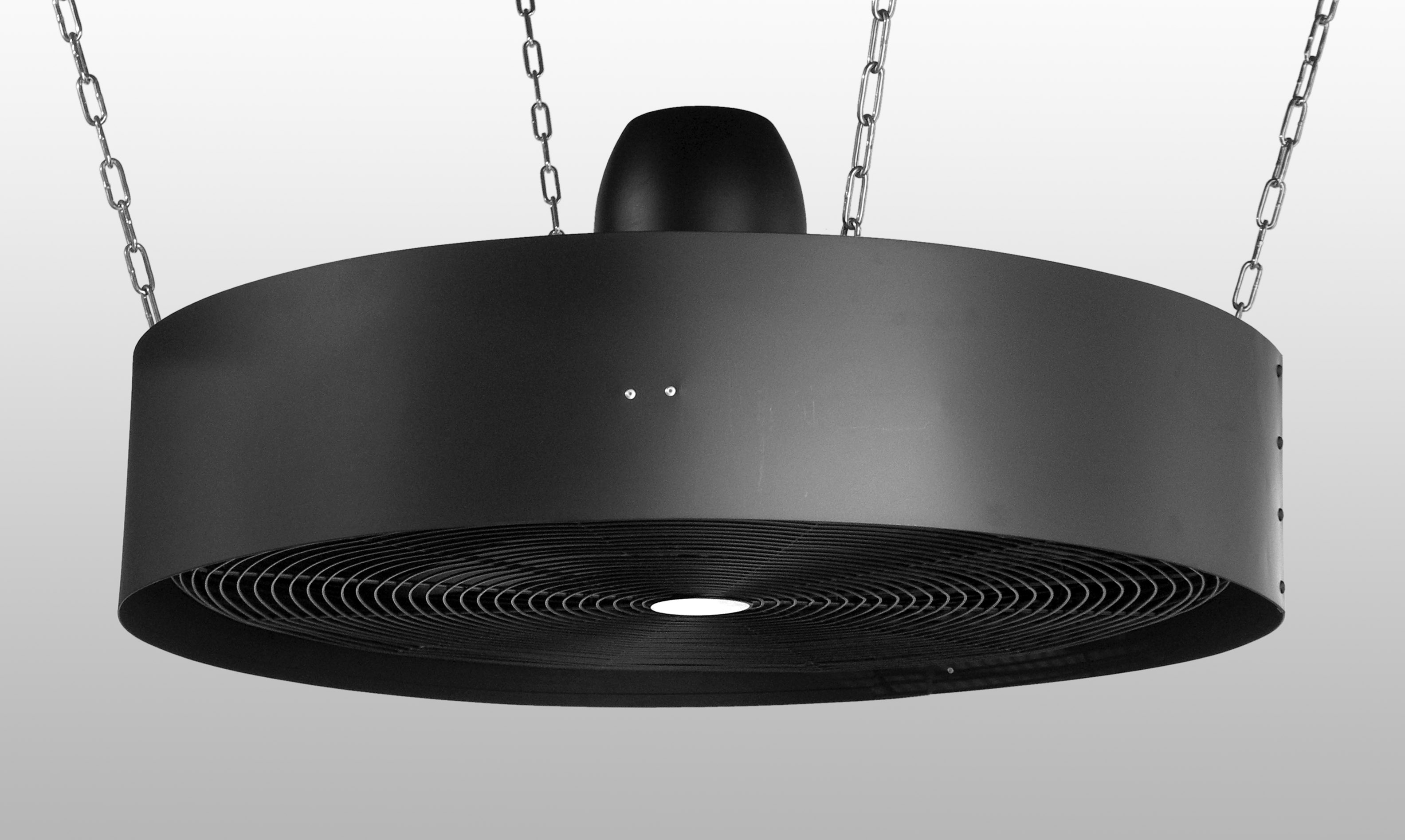
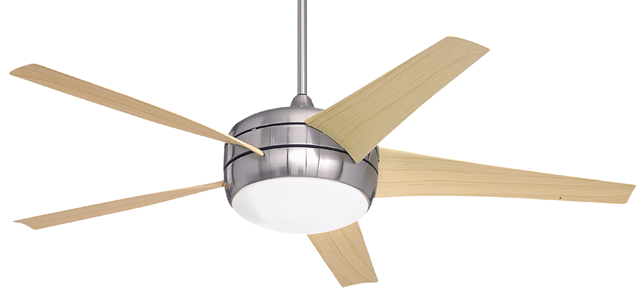
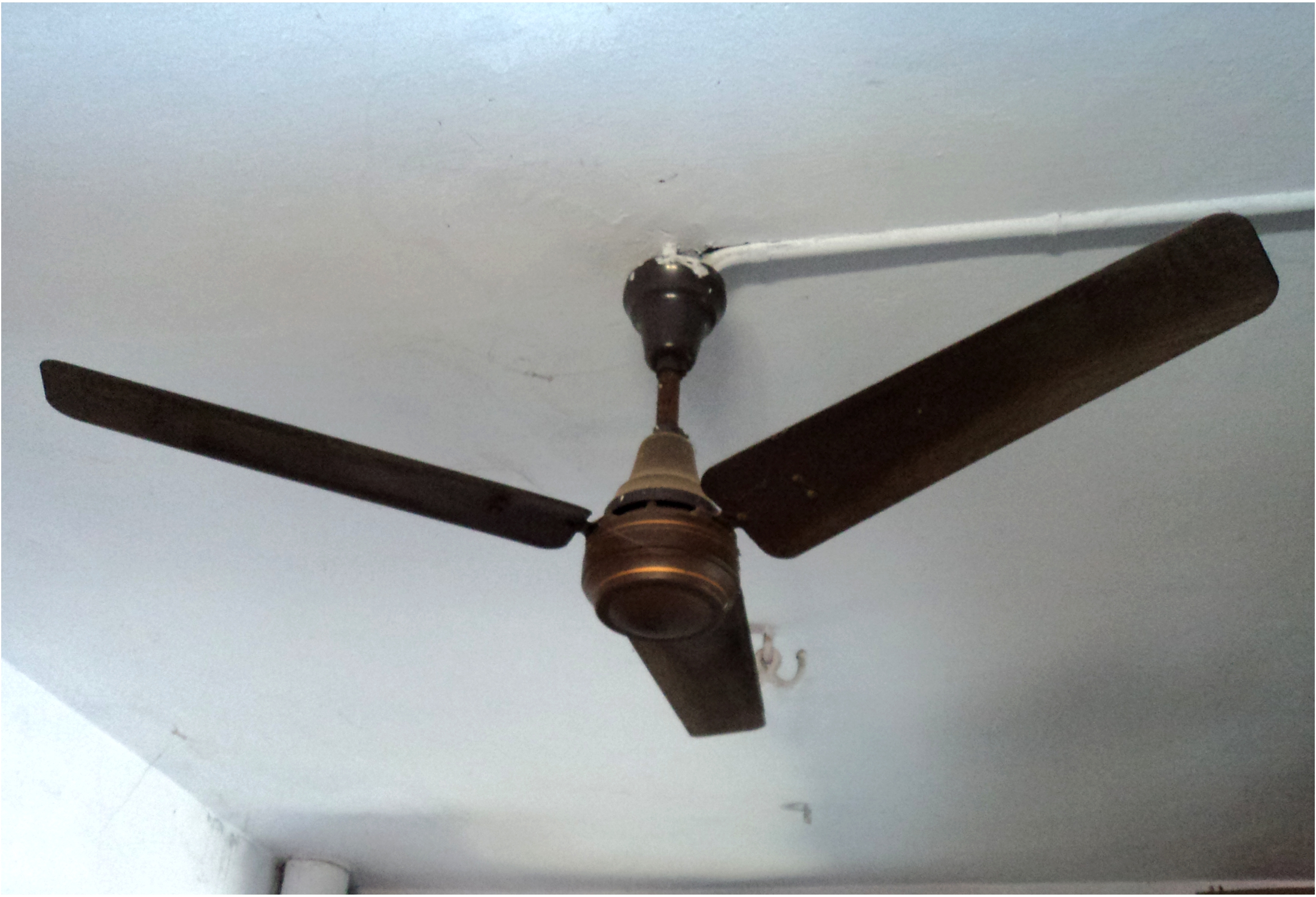
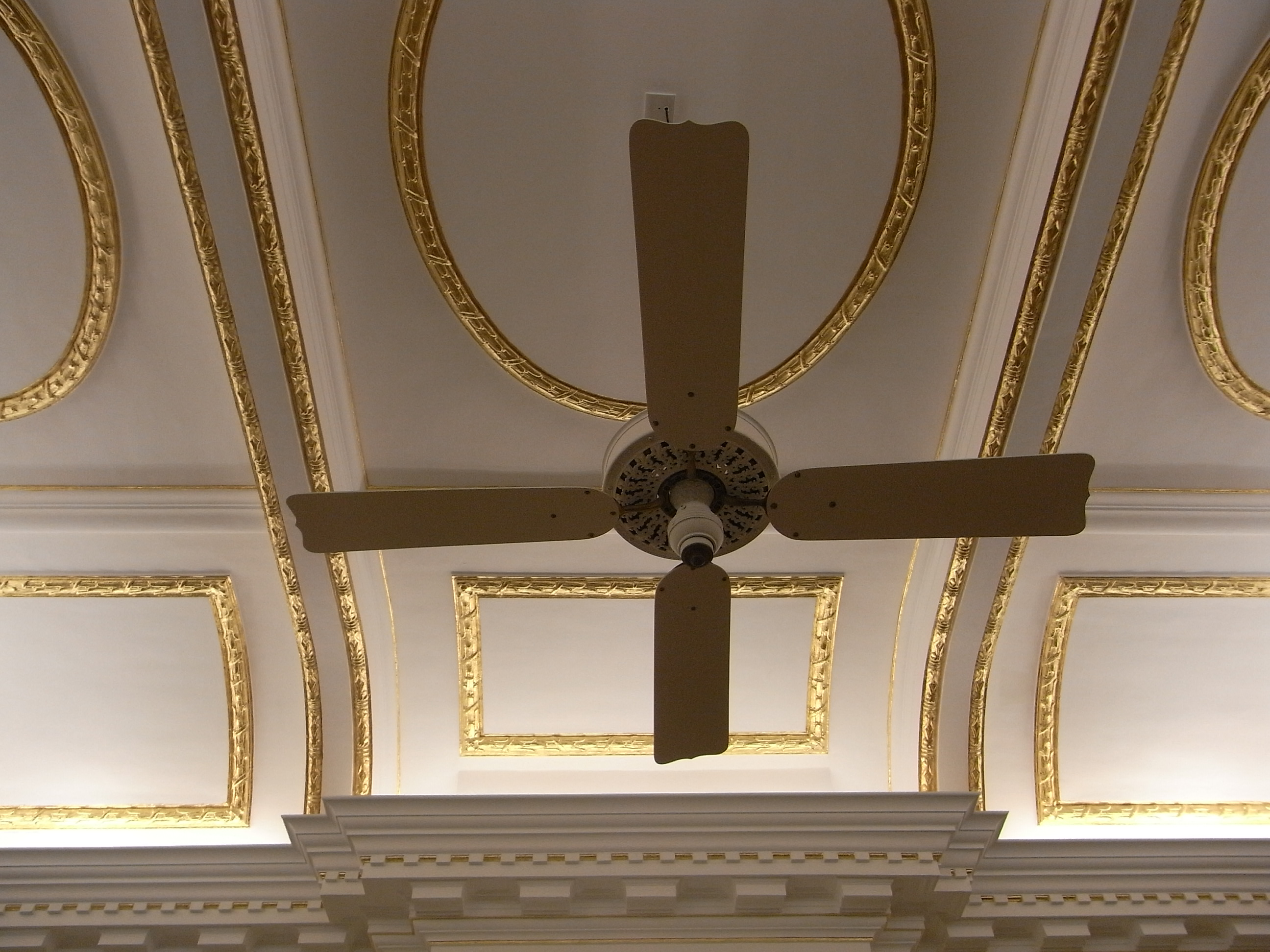
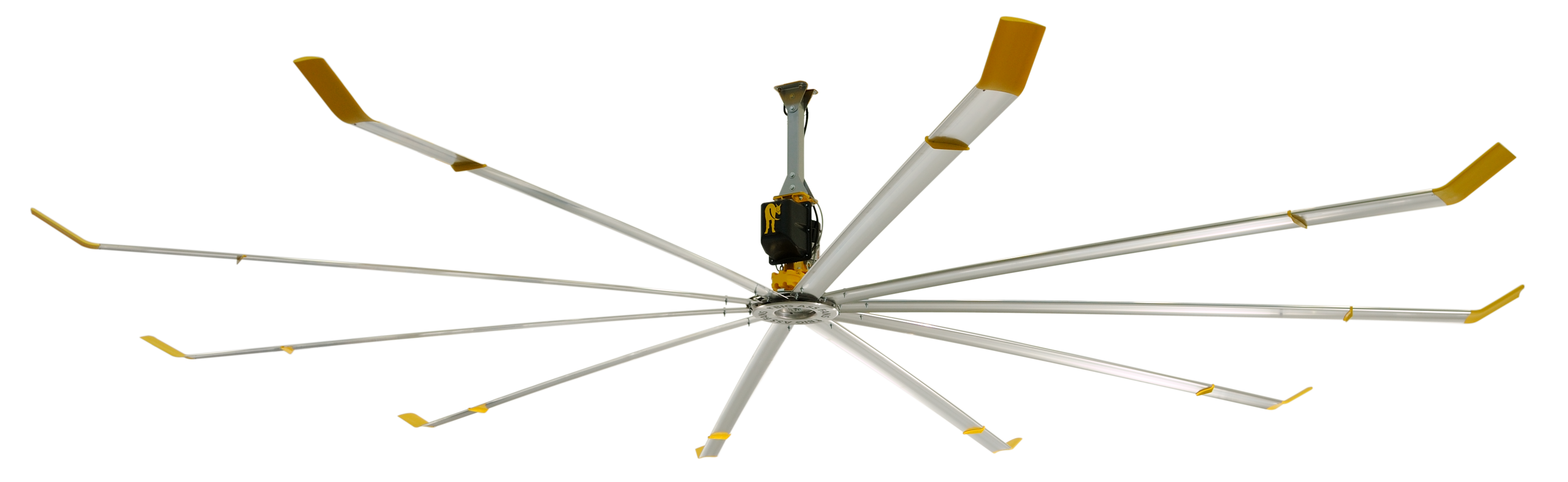
Ventilatore da soffitto che viene utilizzato in spazi grandi come i capannoni industriali